# Cantons de Saona i Loira

Districtes i cantons de Saona i Loira

Els Cantons de Saona i Loira (Borgonya) són 57 i s'agrupen en cinc districtes:
1. Districte d'Autun (onze cantons) amb capital a la sotsprefectura d'Autun: Autun-Nord - Autun-Sud - Couches - Le Creusot-Est - Le Creusot-Oest - Épinac - Issy-l'Évêque - Lucenay-l'Évêque - Mesvres - Montcenis - Saint-Léger-sous-Beuvray
2. Districte de Chalon-sur-Saône (quinze cantons) amb capital a la sotsprefectura de Chalon-sur-Saône: Buxy - Chagny - Chalon-sur-Saône-Centre - Chalon-sur-Saône-Nord - Chalon-sur-Saône-Oest - Chalon-sur-Saône-Sud - Givry - Mont-Saint-Vincent - Montceau-les-Mines-Nord - Montceau-les-Mines-Sud - Montchanin - Saint-Germain-du-Plain - Saint-Martin-en-Bresse - Sennecey-le-Grand - Verdun-sur-le-Doubs
3. Districte de Charolles (tretze cantons) amb capital a la sotsprefectura de Charolles: Bourbon-Lancy - Charolles - Chauffailles - La Clayette - Digoin - Gueugnon - La Guiche - Marcigny - Palinges - Paray-le-Monial - Saint-Bonnet-de-Joux - Semur-en-Brionnais - Toulon-sur-Arroux
4. Districte de Louhans (vuit cantons) amb capital a la sotsprefectura de Louhans: Beaurepaire-en-Bresse - Cuiseaux - Cuisery - Louhans - Montpont-en-Bresse - Montret - Pierre-de-Bresse - Saint-Germain-du-Bois
5. Districte de Mâcon (deu cantons) amb capital a la prefectura de Mâcon: La Chapelle-de-Guinchay - Cluny - Lugny - Mâcon-Centre - Mâcon-Nord - Mâcon-Sud - Matour - Saint-Gengoux-le-National - Tournus - Tramayes